# 12604 Лізатейт
12604 Лізатейт (12604 Lisatate) — астероїд головного поясу, відкритий 7 вересня 1999 року.
Тіссеранів параметр щодо Юпітера — 3,546.